# برسية هندية
برسية هندية أو رعراع(الاسم العلمي: Gnaphalium indicum) هي نوع من النباتات يتبع جنس البرسية من الفصيلة النجمية              .	